# 123 aC
El 123 aC va ser un any del calendari romà prejulià. Durant la República i l'Imperi Romà es coneixia com l'Any del Consolat de Flaminí i Metel o també any 631 Ab urbe condita o de la fundació de la ciutat). L'ús del nom «123 aC» per referir-se a aquest any es remunta a l'alta edat mitjana, quan el sistema Anno Domini va ser el mètode de numeració dels anys més comú a Europa.

## Esdeveniments

### Armènia
- Artavasdes II succeeix el seu pare Tigranes I com a rei d'Armènia.[2]

### Imperi Selèucida
- Alexandre II Zabinas, usurpador del tron selèucida, que domina una part de Síria i de Fenícia, perd el suport de Ptolemeu VIII Evèrgeta II d'Egipte i és derrotat per Antíoc VIII Grip. Como a darrer recurs Zabinas es retira a la capital selèucida, Antioquia, saqueja els temples i fa broma sobre fondre una figura d'una al·legoria de la victòria a les mans de Zeus, explicant que amb la imatge podria dir que Zeus li ha donat la victòria.[3]

### República Romana
- Tit Quinti Flaminí i Quint Cecili Metel Baleàric són elegits cònsols.[4]
- Segons Ciceró, que l'havia conegut, Flaminí era analfabet, però parlava el llatí amb elegància. En el seu consolat es funda la colònia de Cartago encara que Titus Livi i Plutarc la situen a l'any següent, sota el segon tribunat de Gai Grac.[5]
- Gai Semproni Grac és elegit tribú de la plebs i fa aprovar diverses lleis: la primera dirigida contra el tribú Marc Octavi, col·lega que havia estat del seu germà, que per aquesta llei, com que havia estat deposat pels comicis, no pot ser elegit mai més per un càrrec públic;[a]. Una segona llei disposa que qui hagi matat o desterrat a un ciutadà romà sense judici pot ser perseguit judicialment. Aquesta proposta va dirigida contra Publi Popili Lenat (involucrat en la mort del seu germà) i finalment és retirada, marxant Lenat voluntàriament a l'exili.[6]
- Grac renova la llei agrària[b] del seu germà però amb retocs que la fan més acceptable[c]. Introdueix una llei que prohibeix servir a l'exèrcit abans dels 17 anys[d] i una altra (Lex Annonae) per la qual tot ciutadà romà resident a Roma o inscrit en el seu padró, té dret a una prestació mensual de blat (43,5 litres) subministrat per l'Estat a un preu aproximadament la meitat del preu normal de venda.[6]

### Gàl·lia
- El procònsol Gai Sexti Calví fa la guerra als sal·luvis, als que derrota, i funda Aquae Sextiae (l'actual Ais de Provença).[7][8]

### Hispània
- El cònsol Cecili Metel fa la guerra, aquest any i el següent (122 aC) contra els habitants de les Illes Balears acusats de pirateria. El seu sobrenom l'aconsegueix durant aquesta campanya. Segons les fonts clàssiques, després de la conquesta de les illes funda les ciutats de Palma (l'actual Palma), i Pol·lència (l'actual Alcúdia), i porta 3.000 colons d'entre els «romans d'Ibèria» per colonitzar-les.[9][10]

## Necrològiques
- Tigranes I d'Armènia. Estrabó diu que Tigranes I va posar una forta resistència contra els parts i va defensar amb èxit el regne d'Armènia.[11]